# Чемпіонат Європи з хокею із шайбою серед юніорів 1974
Чемпіонат Європи з хокею із шайбою серед юніорів 1974 — сьомий чемпіонат Європи з хокею із шайбою серед юніорів. Чемпіонат пройшов у містах Герізау, Аппенцелль — Ауссерроден (СРСР) з 22 березня по 30 березня 1974. Чемпіоном Європи стала юнацька збірна Швеції.

## Група А

### Підсумкова таблиця
| Збірна            | 1    | 2    | 3    | 4    | 5    | 6    | ШЗ/ШП | О  |
| ----------------- | ---- | ---- | ---- | ---- | ---- | ---- | ----- | -- |
| 2. СРСР           | 1:4  |      | 12:3 | 8:1  | 10:2 | 14:1 | 45:11 | 08 |
| 3. Фінляндія      | 2:5  | 3:12 |      | 3:2  | 9:2  | 6:4  | 23:25 | 06 |
| 4. Чехословаччина | 2:11 | 1:8  | 2:3  |      | 7:3  | 15:1 | 27:26 | 04 |
| 5. Польща         | 3:15 | 2:10 | 2:9  | 3:7  |      | 5:3  | 15:44 | 02 |
| 6. Швейцарія      | 1:21 | 1:14 | 4:6  | 1:15 | 3:5  |      | 10:61 | 0  |

Збірна Швейцарії вибула до Групи «В».

### Призи та нагороди чемпіонату
| Нагорода            | Гравець        | Збірна         |
| ------------------- | -------------- | -------------- |
| Найкращий бомбардир | Кент Нільссон  | Швеція         |
| Найкращий воротар   | Оке Андерссон  | Швеція         |
| Найкращий захисник  | Владімір Віцек | Чехословаччина |
| Найкращий нападник  | Томас Градін   | Швеція         |

Фейр-Плей здобула збірна Фінляндії.

## Група В
Матчі пройшли в Бухаресті (Румунія) 9 — 20 березня 1974.

### Попередній раунд
Група 1
| Збірна       | 1    | 2   | 3    | 4    | 5    | ШЗ/ШП | О |
| ------------ | ---- | --- | ---- | ---- | ---- | ----- | - |
| 1. ФРН       |      | 8:1 | 10:2 | 15:1 | 15:0 | 48:04 | 8 |
| 2. Норвегія  | 1:8  |     | 8:3  | 8:1  | 3:0  | 20:12 | 6 |
| 3. Югославія | 2:10 | 3:8 |      | 5:5  | 8:4  | 18:27 | 3 |
| 4. Франція   | 1:15 | 1:8 | 5:5  |      | 7:5  | 14:33 | 3 |
| 5. Угорщина  | 0:15 | 0:3 | 4:8  | 5:7  |      | 09:33 | 0 |

Група 2
| Збірна      | 1    | 2    | 3    | 4    | 5   | ШЗ/ШП | О |
| ----------- | ---- | ---- | ---- | ---- | --- | ----- | - |
| 1. Румунія  |      | 6:1  | 15:2 | 8:7  | 6:0 | 35:10 | 8 |
| 2. Болгарія | 1:6  |      | 5:5  | 12:0 | 7:1 | 25:12 | 5 |
| 3. Данія    | 2:15 | 5:5  |      | 4:0  | 6:5 | 17:25 | 5 |
| 4. Австрія  | 7:8  | 0:12 | 0:4  |      | 7:4 | 14:28 | 2 |
| 5. Італія   | 0:6  | 1:7  | 5:6  | 4:7  |     | 10:26 | 0 |

### Стикові матчі
| 9-е місце | Угорщина | 6:1 (1:0, 3:0, 2:1)  | Італія    |  |
| 7-е місце | Австрія  | 5:3 (3:2, 2:0, 0:1)  | Франція   |  |
| 5-е місце | Данія    | 5:3 (0:0, 2:2, 3:1)  | Югославія |  |
| 3-є місце | Болгарія | 8:2 (2:1, 2:0, 4:1)  | Норвегія  |  |
| Фінал     | ФРН      | 10:3 (2:0, 4:1, 4:2) | Румунія   |  |

Збірна ФРН підвищилась до Групи «А».